# Half Man Half Biscuit
Half Man Half Biscuit (или HMHB) — британская инди-группа, образовавшаяся в 1985 году в Биркинхеде, Мерсисайд, Англия и получившая известность (во многом благодаря вниманию к ней Джона Пила, у которого она записывалась в общей сложности 12 раз) своими сатирико-сюрреалистическими текстами, исполнявшимися под нарочито «развинченный», издевательский аккомпанемент. Музыка квартета поначалу являла собой мягкую разновидность постпанка (близкую к ранним Josef K и The Fall), но, в сущности, пародировала многие жанры, начиная со скиффла и кончая хардкором. Особое внимание критики обращали на «язвительность» текстов Блэквелла. Сам он говорил, что «лирику HMHB может понять только человек, который родился в Мерсисайде 1950-х годов, а все 1980-е годы в качестве безработного провёл у экрана телевизора и за редкой букинистической книгой».

## История группы
Группу Half Man Half Biscuit образовали в 1984 году в Биркинхеде, Мерсисайд, певец и гитарист Найджел Блэквелл (англ. Nigel Blackwell), его брат гитарист Саймон (англ. Si), басист Нил Кроссли (англ. Neil Crossley) и барабанщик Пол Райт (англ. Paul Wright). 
Практически никому не известный квартет записал альбом Back in the DHSS (в заголовке созвучный известной песне «Битлз»); на релиз немедленно обратил внимание Джон Пил и «практически за ночь Half Man Half Biscuit стали звездами британской независимой сцены». Альбом не просто возглавил «независимые» списки, но и стал indie-бестселлером #1 1985 года. На вершину «независимого» хит-парада вышли также сингл «Dickie Davies Eyes» (1986) и The Trumpton Riots EP (1986).
И тут группа сознательно прекратила своё восхождение к массовому успеху: сначала отклонила несколько предложений выступить на телевидении, а затем, осенью 1986 года, объявила о распаде. Блэквелл объявил, что уходит со сцены, потому что «рок-н-ролл отвлекает его от главного дела всей жизни: просмотра всех самых дрянных программ британского телевидения». Он признал, что однажды HMHB отклонили приглашение выступить в телепрограмме The Tube только потому, что съёмки совпали со временем проведения футбольного матча. В 1987 году до #2 в UK Indie Chart поднялся Back Again in the DHSS, сборник би-сайдов и ранее не издававшегося материала.
В 1990 году братья Блэквеллы и Кроссли реформировали ансамбль и выпустили альбом McIntyre, Treadmore and Davitt (1991). За ним последовали This Leaden Pall (1993) и Some Call It Godcore (1995): постепенно меняя стиль, группа перешла к более или менее ортодоксальному инди-року с элементами фолка и кантри.

## Дискография

### Альбомы
- Back in the DHSS (1985)
- Back Again in the DHSS (1987)
- MacIntyre, Treadmore and Davitt (1991)
- This Leaden Pall (1993)
- Some Call It Godcore (1995)
- Voyage To The Bottom Of The Road (1997)
- Four Lads Who Shook the Wirral (1998)
- Trouble Over Bridgwater (2000)
- Cammell Laird Social Club (2002)
- Achtung Bono (2005)
- 90 Bisodol (Crimond) (2011)
- Urge For Offal (2014)

### Синглы, EPs
- The Trumpton Riots EP (1986)
- Dickie Davies Eyes (1986)
- The Peel Sessions (1986)
- Let’s Not (1990)
- No Regrets (1991)
- Eno Collaboration (1996)
- Look Dad No Tunes (1999)
- Editor’s Recommendation (2001)
- Saucy Haulage Ballads (2003)